# Racing Club de Reims

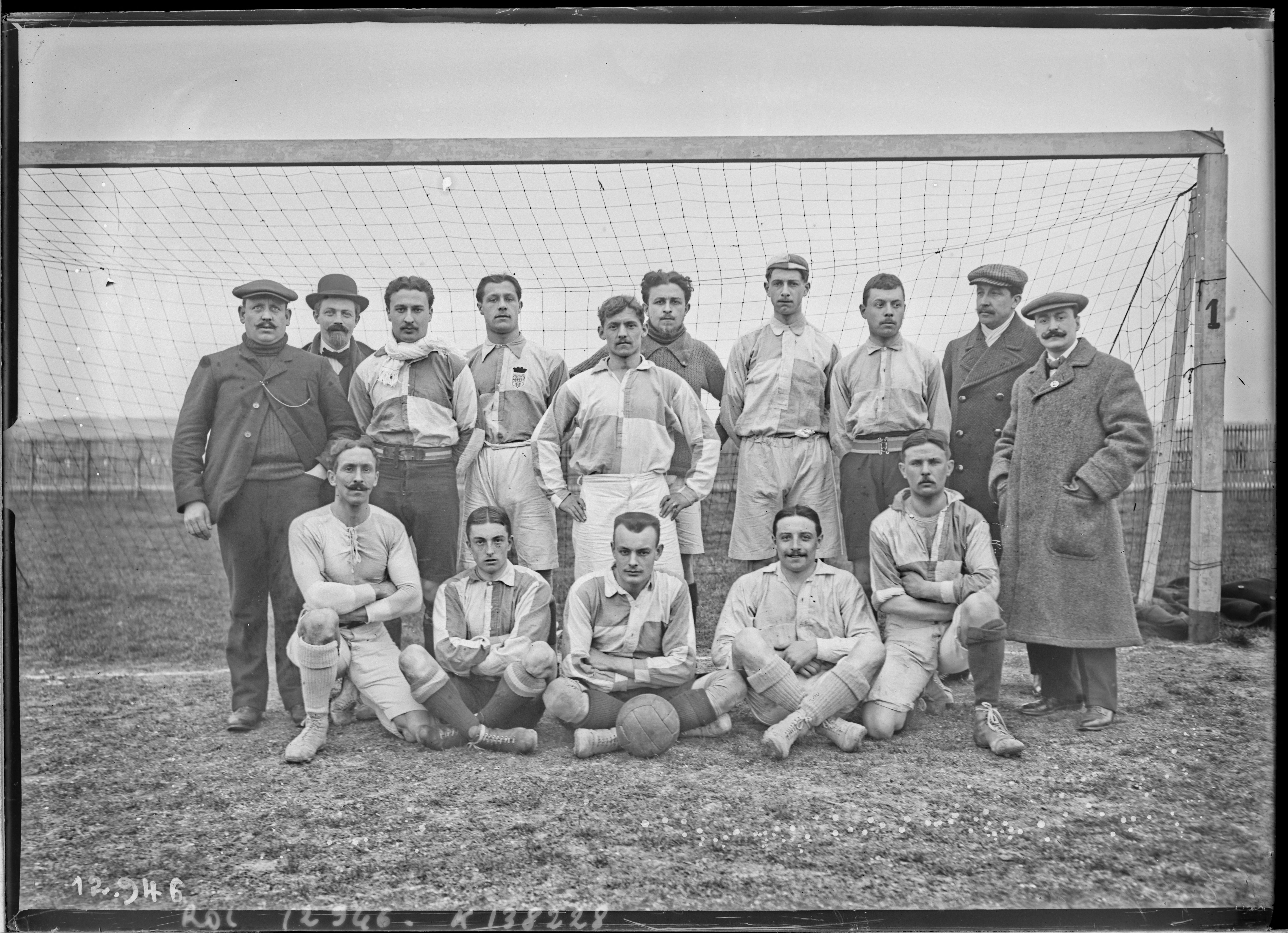
Équipe du Racing Club de Reims en 1911.

Le Racing Club de Reims est un club de football français fondé au début du XXe siècle, disparu après la Première Guerre mondiale. Il participe au Championnat de France USFSA.

## Historique
Fondé en 1903, le RC Reims remporte le championnat de football de Champagne organisé par l'Union des sociétés françaises de sports athlétiques (USFSA) en 1908, 1909, 1910, 1911, 1912, ce qui vaut de participer toutes ces années au Championnat de France USFSA. Il n'en dépasse cependant pas le stade des quarts de finale, atteint seulement en 1909.
En 1914, le club rémois bat le champion de Picardie La Fraternelle d'Ailly en tour préliminaire et réalise ainsi une dernière campagne dans la compétition. Il semble que le club ait arrêté définitivement ses activités à la suite des combats de la Première Guerre mondiale.

## Personnalités emblématiques

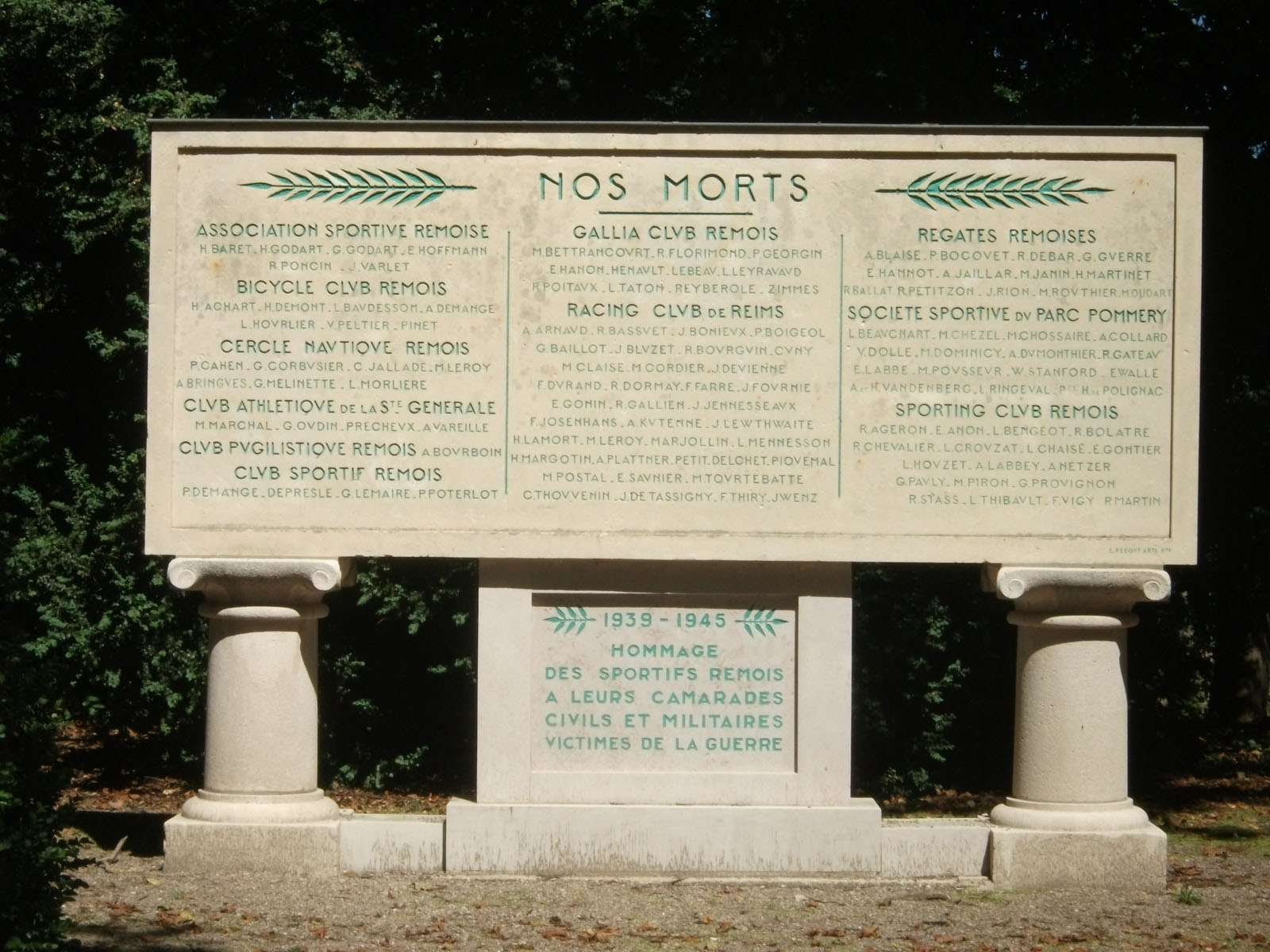
Monument en hommage aux morts du club lors de la Première Guerre mondiale, Parc de Champagne.